# Суттикудицький сільський округ
Суттикуди́цький сільський округ (каз. Суттықұдық ауылдық округі, рос. Суттыкудыкский сельский округ) — адміністративна одиниця у складі Жанакорганського району Кизилординської області Казахстану. Адміністративний центр та єдиний населений пункт — село Такирколь.
Населення — 2082 особи (2021; 2143 у 2009, 2240 у 1999, 2288 у 1989).
Станом на 1989 рік існувала Жаїлминська сільська рада (села Жайлма, Канди-Кудик, Красна Звєзда, Леніна). Пізніше село Жайилма утворило окремий Жайилминський сільський округ, село Куттикожа (колишнє Леніна) — увійшло до складу Шалкинського сільського округу, село Білібай (колишнє Канди-Кудик) — до складу Байкенженського сільського округу.